# 貝內文托戰役 (1266年)

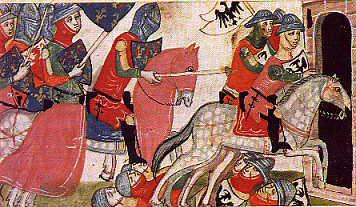

贝内文托战役（英語：Battle of Benevento）是指在1266年2月26日，在今天意大利南部贝内文托附近爆发的重大战役。这场战役是归尔甫派和吉伯林派之间衝突的一部分，交战其中一方是卡佩王朝安茹的查理率领的法国人和普罗旺斯人军队，并得到教宗克莱门特四世支持；另一方为霍亨斯陶芬王朝国王曼弗雷迪率领的西西里人军队，并实质统治西西里王国。
随著西西里国王曼弗雷迪在这场战役中战败并死亡，这让安茹的查理军队征服西西里地区，结束霍亨斯陶芬王朝在意大利半岛的统治。这场战役也是韦尔夫家族的胜利，此后安茹-西西里王朝势力在意大利崛起。这场战役还被教会视为是十字军东征的一部分，并对曼弗雷迪处以绝罚。